# Witchcraft (группа, Россия)
«Witchcraft» (в пер. с англ.  — колдовство) — российская рок-группа. Изначально творчество группы можно было охарактеризовать, как классический готик-метал. В 2005-м году звучание группы изменилось в сторону более сложного прогрессивного метала с некоторыми элементами готик-метал и симфоник-метал, в этом направлении были записаны альбомы «The voice from inside…» и «ASH». 
В 2011-м году, в связи с обновлением состава, звучание группы вновь изменилось в сторону современного альтернативного метала с элементами готик-метал и индастриал-метал.

## История
Первый состав был собран в 2004-м году, основным костяком группы стали Людмила Angel и клавишница Елена. На этом этапе состав музыкантов постоянно меняется, в конце концов в состав попадает гитарист Михаил Собин. После нескольких репетиций Людмила, Елена и Михаил остаются втроём.
Через некоторое время состав пополняют барабанщик Максим Гусаков и басист Борис Николаев. С их приходом начинается новая эпоха в жизни группы, и в феврале 2005-го года группа даёт первый концерт. Именно с этого момента группа получает название Witchcraft. В это же время появляются первые демозаписи группы, выдержанные в стилистике готик-метал.
Группа приступает к записи дебютного альбома «The Voice from inside…». Через какое-то время часть состава снова меняется. В 2007-м году после пробного дуэта в группе появляется второй вокалист Александр Филиппов, по обоюдному согласию группу покидает Елена. Также на некоторое время группу покидает басист Борис Николаев.
Для записи альбома приглашаются клавишник Александр Андрюхин (Арда) — клавишные, и бас-гитарист Алан Макиев (Solar Fuse, ex-Dark Secret Love, ex-DeadXheaD).
Дебютный альбом «The voice from inside…» выходит в самом конце 2008-го года. На нём собраны песни, которые были отобраны из концертной программы.
Состав группы на момент записи альбома: Людмила Angel, Михаил Собин, Максим Гусаков, Александр Филиппов, Борис Николаев, Денис Столяров.
Кроме альбома группа выпускает несколько синглов и песню «Кёнигсберг-13» для саундтрека к одноимённому фильму.
В процессе записи дебютного альбома в группе появляется клавишник Денис Столяров (Aion-6), возвращается Борис Николаев. Позднее приходит скрипачка Екатерина Александрова, которая взяла себе псевдоним Kate Noir. Тем не менее, настроения в коллективе заметно меняются, после нескольких лет работы многие устают от активной деятельности. Часть музыкантов концентрируется на сольных проектах. В итоге Людмила, Максим и Михаил принимают решение изменить направление группы и заменить часть музыкантов.
В 2010 начинается запись второго полноформатного альбома «ASH». Борис Николаев и Денис Столяров покидают группу, на их место приходят Владимир Пташник (Scelta, Murk Exorbitance) и клавишник Андрей. Вокалист Александр Филлипов переходит в группу Nortia. Отыграв в этом составе несколько концертов, Witchcraft принимает решение отказаться на концертах от живых клавиш.
Альбом «ASH» выходит в начале 2011 года на лейбле RavenHeart Music, распространяется в России, Англии, США и Ирландии. Незадолго до презентации альбома, в группе происходит конфликт. На этот раз расходятся взгляды на будущее группы и на новый музыкальный материал у основателя группы Людмилы и гитариста Михаила, который является автором большого количества песен, исполняемых Witchcraft. Михаилу никогда не была близка готическая эстетика и мрачная лирика группы, поэтому за несколько дней до презентации он объявляет о своём уходе из Witchcraft для работы над сольным проектом.
На некоторое время в качестве гитариста и второго вокалиста в группу приглашается Михаил Татаринов (The Suicider, Rosa Infra). Состав дополняет индастриал-dj Александр Верзихт (Reiz, ex-Cutoff:Sky, ex-R.I.S.H). За короткий срок-группа полностью перерабатывает несколько песен из старой концертной программы, одновременно начинает запись песен для третьего номерного полноформатного альбома «7». После ухода Михаила Собина оставшиеся участники принимают решение двигаться в сторону более современного, электронно-альтернативного и экспериментального звучания, без потери концепции и узнаваемого стиля, а также полностью отказаться от приставки «прогрессив». На место Михаила Татаринова приходит Антон Марчук (AliceBlue, ex-Acropolis, ex-HeitMi). Оформлением альбома занимался фотохудожник Ilona D. Veresk
В самом начале 2012-го года группа презентует новый EP «Параллельные Миры» в стиле «gothic alternative metal». Состав на момент записи: Людмила Angel, Владимир Пташник, Антон Марчук, Максим Гусаков, Александр Верзихт, Kate Noir. Приглашённые музыканты: Роман Арзафес (Kartikeya, Невидь), Михаил Татаринов (ex-Witchcraft, ex-Rosa Infra, The Suicider), рэп-исполнитель Илья 'Dragn'.
В 2013 году на лейбле Metalism Records вышел третий полноформатный альбом, под названием «7». Группу покидает Александр Верзихт. Состав на момент записи: Людмила Angel, Владимир Пташник, Максим Гусаков, Kate Noir. Приглашённые музыканты: Роман Арсафес (Kartikeya, Невидь), Михаил Татаринов (ex-Witchcraft, ex-Rosa Infra, The Suicider), рэп-исполнитель Илья 'Dragn', Сергей Фоломкин (ex-Heitmi). После выхода альбома из группы уходит барабанщик Максим Гусаков, ему на смену приглашают Сергея Бунакова (Арда). Так же в составе группы появляется Илья Виерон, который непродолжительное время выполняет роль клавишника и семплера, но в начале 2014 года Илья приостанавливает музыкальную деятельность.
В 2016 году Roman Arsafes и Сергей Бунаков покидают группу, сосредоточившись на собственных проектах. Группа временно сотрудничает с сессионными музыкантами.
В 2018 году Witchcraft выпускает полноформатный альбом «CINEMA».
В 2019 году в группе появляется вокалистка Юлиана Савченко (ex- Андем) и барабанщик Владимир Бронсон.
В 2021 году Владимир Бронсон покидает группу, на его смену вновь приходит Сергей Бунаков.
15 ноября 2022 года выходит пятый полноформатный альбом, под названием «V».
В 2022 году группу покидает Сергей Бунаков. В том же году в группе появляется второй гитарист Павел 'Vredes' Маряшин (Mortarian, Anna KiaRa, Autumn Woods, Sinful, Despair, ex-Imperial Age) и барабанщик Дмитрий Герасимов (Биопсихоз).

## Дискография

### Альбомы, EP
| №  | Альбом                 | Год  | Лейбл            |
| -- | ---------------------- | ---- | ---------------- |
| 1. | The Voice From Inside… | 2008 | -                |
| 2. | ASH                    | 2011 | RavenHeart Music |
| 3. | Параллельные миры (EP) | 2012 | Интернет-релиз   |
| 4. | 7                      | 2013 | Metalism Records |
| 5. | CINEMA                 | 2018 | Metalism Records |
| 6. | V                      | 2022 | Нет              |

### Саундтреки
| №  | Композиция    | Фильм         | Год  |
| -- | ------------- | ------------- | ---- |
| 1. | Кёнигсберг-13 | Кёнигсберг-13 | 2009 |

### Сборники
| №  | Композиция          | Сборник                             | Год  |
| -- | ------------------- | ----------------------------------- | ---- |
| 1. | Alive? Insight Tree | Приложение к журналу Dark City № 60 | 2010 |
| 2. | 7-й грех            | Dies Irae Compilation Vol.3         | 2011 |

## Состав
Состав группы постоянно менялся, многие музыканты создавали сольные проекты и присоединялись к другим коллективам. В данный момент из первоначального состава в группе осталась только Людмила Angel

### Действующий
- Людмила Angel — вокал, лирика, музыка (с момента основания)
- Юлиана Савченко — вокал, музыка (с 2019) (ex-Андем)
- Владимир Пташник — бас-гитара (с 2010) (Roman Rain, MULTIVERSE, ex-Арда, ex-Murk Exorbitance)
- Сергей Иванов — гитара (с 2019)
- Павел 'Vredes' Маряшин — гитара (с 2022) (Mortarian, Anna KiaRa, ex-Imperial Age)
- Екатерина 'Kate Noir' Александрова — скрипка, музыка (c 2009) (Линда)
- Дмитрий Герасимов — барабаны (с 2022) (Биопсихоз)

### Бывшие участники
- Александр 'DJ Verzicht' Верзихт — электроника, вокал (2011—2012) (Omnimar, ex-REIZ)
- Антон 'Harunar' Марчук — гитара (2011—2012) (Alice Blue, ex-Heitmi, ex-Acropolis)
- Михаил 'ProgMuz' Собин — гитара, аранжировка (2004—2011) Nebula, P.S. Band)
- Михаил Татаринов — гитара, вокал (2011) (The Suicider, ex-Rosa Infra)
- Борис Николаев — бас-гитара (2004—2007, 2008—2010)
- Денис Столяров — клавишные (2008—2010) (Aion-6)
- Александр Филиппов — вокал (2007—2010) (Nortia)
- Елена Наклеевская — клавишные (с момента основания — 2007)
- Андрей — клавишные (2010)
- Сергей Алексеев — гитара (2011—2013)
- Максим Гусаков — барабаны (2004—2013)
- Илья 'Nimro' Виерон — электроника, клавишные (2013—2014)
- Сергей Бунаков — барабаны (2013—2017) (Арда, Annodomini)
- Роман Арсафес — гитара (2014—2017) (Arsafes, Kartikeya, Multiverse, Katari)

```
и другие музыканты
```